# Federico Aberastury
Federico Aberastury (Buenos Aires, 1907 - Buenos Aires, 1986 ) fue doctor en medicina especializado en Embriología por la Universidad de Buenos Aires y profesor de esa misma Alta Casa de Estudios.

## Biografía
Federico Alberto Aberastury nació el 29 de abril de 1907 en Buenos Aires, hijo de Pedro Aberastury Ribero (1867-1935) y Arminda Emilia Fernández Argüelles (1868-1960). Fue hermano del abogado y juez Pedro Aberastury (1905-2001), la psicoanalista Arminda Aberastury (1910-1972) y del diplomático Marcelo Aberastury (1909-1975), padre los psicoanalistas Federico Luis Aberastury y Ana Elena Aberastury y Renata Aberastury. Fue además sobrino paterno del médico Maximiliano Aberastury.
Fue integrante del grupo que creó las bases del psicoanálisis en el país junto a Arminda Aberastury, Marie Langer, Alberto Tallaferro, Luisa Gambier Álvarez de Toledo, Luis y Arnaldo Rascovsky, Eduardo Krapf, Celes Cárcamo, Simon y Matilde Wencelblat, entre otros.
Como grafólogo de enorme prestigio internacional sostuvo una asidua correspondencia con el francés Jules Crépieux-Jamin, con el médico checo Robert Saudek y con el psiquiatra parisino Pierre Janet a quien admiraba profundamente y reconoció siempre como su mentor.
Según una investigación histórica realizada por el profesor Julio Cavalli, Federico Aberastury pudo desarrollar gracias a su hermana Arminda y su cuñado Enrique Pichon Rivière (quien entre los años 1938 y 1947 se desempeñó como Jefe interino del Servicio de admisión del Hospicio de las Mercedes, hoy conocido como Hospital Interdisciplinario Psicoasistencial José Tiburcio Borda), sus investigaciones de Grafopatología en el mismo Hospicio. Este asilo situado al sur de Buenos Aires fue fundado por el abuelo del prestigioso psiquiatra Gonzalo Bosch, quien había sido médico personal de Juan Manuel de Rosas. Bosch nieto, quien dirigía en ese momento el Hospicio de las Mercedes, será el encargado de incorpora a Pichon al personal médico y este a los hermanos Arminda y Federico Aberastury.
Asimismo, el Dr.Federico Aberastury fue también fundador y director de los Archivos Argentinos de Grafología, el Órgano oficial de la Sociedad Argentina de Grafología cuya presidencia ejerció desde su creación el 17 de noviembre de 1929 hasta su lamentable disolución años después y posteriormente resucitada como Instituto de Formación por el profesor Manuel Kirschbaum.
Revistió tanta importancia la creación de la Sociedad Argentina de Grafología que su inauguración fue editada en una separata especial por "La Semana Médica", el Órgano oficial de la Asociación Médica Argentina.

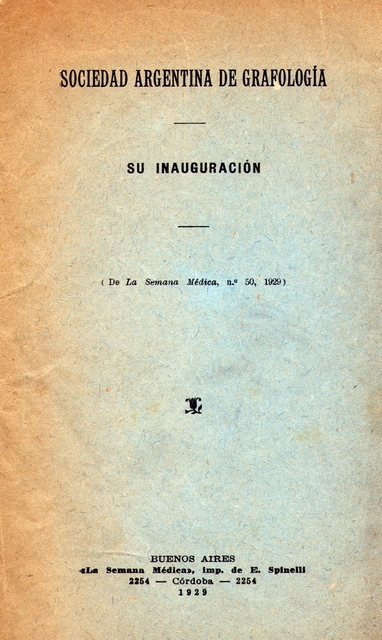
Publicación de "La Semana Médica" de 1929.

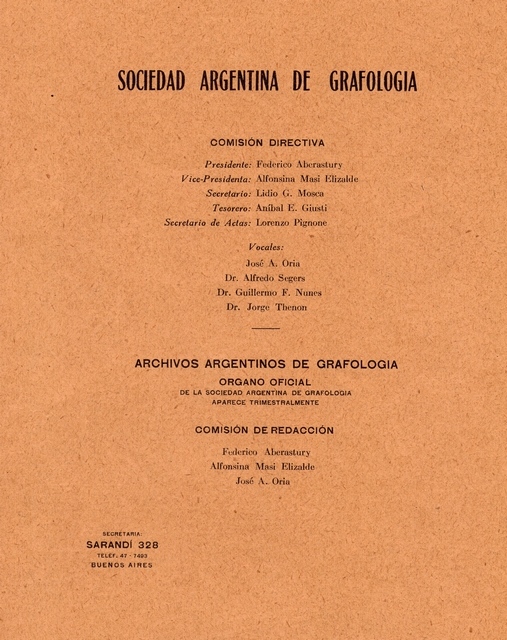
Primer Número de los Archivos Grafológicos

El 23 de diciembre de 1976 asume como vicerrector del Instituto Superior de Humanidades fundado por el Dr. Amado Ballandras en reemplazo del Prof. Rodolfo Castro.
A pesar de ser un hábil orador e investigador, Aberastury no dejó, que se sepa, ninguna obra grafológica importante. Se conoce únicamente sus publicaciones sobre Embriología y sus artículos y apuntes grafológicos.

## Publicaciones
- Aberastury, Federico. Embriología, Ed. El Ateneo.Buenos Aires,1933.
- Aberastury, Federico. Método, Alcance y utilidad de la Grafología, Archivos Argentinos de Grafología, Sociedad Argentina de Grafología, Buenos Aires,1929.
- Aberastury, Federico. Ubicación de la Grafología, Archivos Argentinos de Grafología, Sociedad Argentina de Grafología, Buenos Aires,1929.
- Aberastury, Federico. Es o no es una ciencia la Grafología, Archivos Argentinos de Grafología, Sociedad Argentina de Grafología, Buenos Aires,1929.
- Cavalli, Julio. La Grafología como disciplina científica. Editorial México -Argentina. México, 2020.
- Xandró, Mauricio. Grafología Superior. Editorial Herder. Barcelona. España, 1979.